# Guy D. Smith
Guy Donald Smith (Atlantic, Iowa, 20 de junho de 1907 — Gent, Bélgica, 22 de agosto de 1981) foi um pedólogo de origem norte-americana que se distinguiu no campo da classificação dos solos, autor das primeiras versões da USDA soil taxonomy, um dos sistemas taxonómicos mais utilizados na tipificação dos solos a nível global.

## Biografia
Guy D. Smith licenciou-se na Universidade de Illinois por volta de 1929, obteve o grau de mestre na Universidade de Missouri em 1934 e obteve o doutoramento em 1940 na Universidade de Illinois.
Após o bombardeamento de Pearl Harbor, alistou-se nas Forças Aéreas do Exército dos Estados Unidos em janeiro de 1942. Começou por ser enviado para uma base aérea em San Antonio, no Texas. Pouco depois, foi enviado para o estrangeiro, acabando por ir parar à Índia, onde trabalhou na construção da Ledo Road. A estrada de Ledo foi considerada pelo general Lewis A. Pick um dos trabalhos mais difíceis durante a guerra, devido ao trabalho físico e às duras condições da paisagem. A estrada servia como rota de abastecimento terrestre para a China, através da Burma Road.
Quando regressou do seu serviço militar, foi contratado para trabalhar no Departamento de Agricultura dos Estados Unidos. Em 1946, Guy trabalhou como correlacionador de solos para o Serviço de Conservação do Solo no Iowa e, em 1952, foi nomeado Diretor de Investigações de Levantamento de Solos. Como parte das suas funções, viajou pelo mundo estudando e descrevendo solos para o governo dos EUA. Enquanto trabalhava para o USDA, foi incumbido de desenvolver um método de classificação dos solos. Produziu a primeira de sete iterações do que viria a ser um sistema de taxonomia de solos utilizado em todo o mundo. A criação de uma forma de classificar os solos era importante porque os solos são um recurso global valioso que se pretendia compreender melhor para melhor o utilizar e melhorar. Guy colaborou com cientistas europeus do solo no desenvolvimento da USDA soil taxonomy. Por esta e outras publicações de investigação, recebeu reconhecimento internacional pelos seus esforços notáveis na ciência do solo.
Pelas suas contribuições para a pedologia, Guy recebeu muitas distinções e prémios. Estes incluem o Department of Agriculture's Distinguished Service Award em 1962, e o Soil Research Award da American Society of Agronomy em 1964. Foi-lhe atribuído o grau de Doutor em Ciências pela Universidade de Gent (Bélgica) em 1968.
Guy aposentou-se do Soil Conservation Service em 1973. Depois de se aposentar, dedicou algum tempo à consultoria com parceiros internacionais sobre a aplicação da taxonomia do solo em todo o mundo.
Guy morreu em 1981 em Gent, Bélgica, onde leccionava na Universidade de Gent.